# Christer Ejnarsson
Christer Carl Einar Ejnarsson, född 11 november 1952 i Stora Mellösa församling i Örebro län, är en svensk militär.

## Biografi
Ejnarson avlade officersexamen vid Krigsskolan 1976 och utnämndes samma år till löjtnant vid Göta signalregemente, där han befordrades till kapten 1979. Han var handläggare vid Arméstaben 1984, befordrades till major samma år och var avdelningschef vid Arméns Underrättelseskola 1988–1989. Därefter tjänstgjorde  han vid Försvarsstaben 1989–1991, fr o m 1990 som generalstabsofficer. Han tjänstgjorde vid Arméstaben 1991-1993. Han befordrades till överstelöjtnant 1992. Åren 1993–1995 var han chef för Göta signalkår, varefter han 1995–1997 var avdelningschef vid Arméns Lednings- och sambandscentrum (LSC) i Enköping. 1997-2000 tjänstgjorde han vid Högkvarteret. Fr o m 2000 till 2004 var han ledningssystemchef vid Redovisningsavdelning Bergslagen (RAB) i Örebro, därefter till 2014 vid FMTM. Ejnarsson var 2010 Försvarsmaktens representant i en utredning vid Näringsdepartementet om statens fortsatta ägande i Telia.